# Anna Schudt
Anna Schudt (Constança, 23 de março de 1974) é uma atriz alemã ganhadora do prêmio Emmy. Na televisão, ela mais conhecida por seu papel principal na série de drama policial Cena do Crime.

## Carreira
Schudt recebeu o Prêmio Kurt Meisel da Associação de Amigos do Teatro do Estado da Baviera em 2002. Ela recebeu este prêmio novamente em 2006 por sua interpretação de Maria Stuart no Staatsschauspiel em Munique. Por seu papel como Gaby Köster no telefilme Ein Schnupfen hätte auch gereicht de 2018, ela ganhou o Emmy Internacional de melhor atriz e foi indicada para o Deutscher Fernsehpreis. Pelo telefilme Aufbruch in die Freiheit (2018) ela ganhou o Goldene Kamera.

## Vida pessoal
Schudt é casada com o ator Moritz Führmann, com quem tem dois filhos, desde 2010 e outro filho da relação anterior com Jens-Daniel Herzog, diretor do State Theatre de Nuremberg. A família mora com os três filhos em Düsseldorf.

## Filmografia
| Ano           | Título                                              | Papel                                 | Nota(s)                                                                                    |
| ------------- | --------------------------------------------------- | ------------------------------------- | ------------------------------------------------------------------------------------------ |
| 1994          | Ab nach Tibet!                                      | Estudante                             |                                                                                            |
| 2002          | Im Chaos der Gefühle                                | Margarete Boschinsky                  | Telefilme                                                                                  |
| 2003          | Bloch                                               | Doris Lehmann                         | Série de TV, 1 episódio                                                                    |
| 2004          | Onkel Wanja                                         |                                       | Telefilme                                                                                  |
| 2004-presente | Cena do Crime                                       | Martina Bönisch                       | Série de TV                                                                                |
| 2005          | Fantasmas                                           | Kai                                   |                                                                                            |
| 2005          | Neue Freunde, neues Glück                           | Susan Ungureit                        | Telefilme                                                                                  |
| 2005          | Unter Verdacht                                      | Daniela Groeber                       | Série de TV, 1 episódio                                                                    |
| 2005          | Emilia - Die zweite Chance                          | Caroline Weyers                       | Telefilme                                                                                  |
| 2005          | Die Nachrichten                                     | Ilona                                 | Telefilme                                                                                  |
| 2005          | Emilia - Familienbande                              | Caroline Weyers                       | Telefilme                                                                                  |
| 2005          | Rose                                                | Petra                                 |                                                                                            |
| 2006          | Kommissarin Lucas                                   | Inge Merten                           | Série de TV, 1 episódio                                                                    |
| 2006          | Küstenwache                                         | Rebecca Martin                        | Série de TV, 1 episódio                                                                    |
| 2006          | Winterreise                                         | Paula Brenninger                      |                                                                                            |
| 2006          | Auf ewig und einen Tag                              | Jans Mutter                           | Telefilme                                                                                  |
| 2006          | TKKG und die rätselhafte Mind-Machine               | Marlies Glockner                      |                                                                                            |
| 2006          | Das gefrorene Meer                                  | Mutter                                | Telefilme                                                                                  |
| 2006-07       | O Criminalista                                      | Comissária Anne Vogt                  | Série de TV, 6 episódios                                                                   |
| 2007          | GG 19 - Eine Reise durch Deutschland in 19 Artikeln | Frau Melzer                           |                                                                                            |
| 2007          | Windland                                            | Barbara                               | Telefilme                                                                                  |
| 2007          | Einsatz in Hamburg                                  | Dora Steenberg                        | Série de TV, 1 episódio                                                                    |
| 2008          | Ein starkes Team                                    | Birgit Römer                          | Série de TV, 1 episódio                                                                    |
| 2008          | Mama arbeitet wieder                                | Corinna Vogt                          | Telefilme                                                                                  |
| 2008          | Stolberg                                            | Maren Seiler                          | Série de TV, 1 episódio                                                                    |
| 2008-11       | Alles was Recht ist                                 | Dra. Nike Reichert                    | Série de TV                                                                                |
| 2009          | Der Alte                                            | Regina Wolf                           |                                                                                            |
| 2009          | Keine Angst                                         | Bentes Mutter Marion                  | Telefilme                                                                                  |
| 2009          | Der Dicke                                           | Monika Finke                          | Série de TV, 2 episódios                                                                   |
| 2009          | Polizeiruf 110                                      | Inge Darkow                           | Série de TV, 1 episódio                                                                    |
| 2010          | Verhältnisse                                        | Anne Winkler                          | Telefilme                                                                                  |
| 2010          | Die Toten vom Schwarzwald                           | Katharina Auerbach / Roswitha Beierle | Telefilme                                                                                  |
| 2010          | Deadline - Jede Sekunde zählt                       | Gretchen Woolrich                     | Série de TV, 1 episódio                                                                    |
| 2010          | Das Glück kommt unverhofft                          | Britta Pätzke                         | Telefilme                                                                                  |
| 2010          | Der Mann, der über Autos sprang                     | Ruth                                  |                                                                                            |
| 2010          | Nachtschicht                                        | Pauline Rodekamp                      | Série de TV, 1 episódio                                                                    |
| 2011          | Mörderisches Wespennest                             | Rebecca Ückermann                     | Telefilme                                                                                  |
| 2011          | Nord Nord Mord                                      | Meggy Karlstedt                       | Série de TV, 1 episódio                                                                    |
| 2011          | Hopfensommer                                        | Leni                                  | Telefilme                                                                                  |
| 2011          | Bella Block                                         | Anja Klöckner                         | Série de TV, 1 episódio                                                                    |
| 2012          | Der letzte Bulle                                    | Carmen Wieder                         | Série de TV, 1 episódio                                                                    |
| 2012          | Danni Lowinski                                      | Barbara Zöller                        | Série de TV, 1 episódio                                                                    |
| 2012          | Bamberger Reiter. Ein Frankenkrimi                  | Tessi Breu                            | Telefilme                                                                                  |
| 2013-19       | Mordshunger - Verbrechen und andere Delikatessen    | Britta Janssen                        | Série de TV                                                                                |
| 2014          | Ein offener Käfig                                   | Lisa Reichard                         | Telefilme                                                                                  |
| 2015          | Harter Brocken                                      | Nicola Zimmermann                     | Série de TV, 1 episódio                                                                    |
| 2015          | Engel unter Wasser - Ein Nordseekrimi               | Sibylle                               | Telefilme                                                                                  |
| 2015          | Ellas Entscheidung                                  | Johanna                               | Telefilme                                                                                  |
| 2015          | Crime Scene Cleaner                                 | Constanze Krüger                      | Série de TV, 1 episódio                                                                    |
| 2016          | Der gute Göring                                     | Emmy Göring                           | Documentário                                                                               |
| 2016-17       | Eltern allein zu Haus                               | Katrin Busche                         | Minissérie                                                                                 |
| 2017          | Ein Schnupfen hätte auch gereicht                   | Gaby Köster                           | Venceu: Emmy Internacional de melhor atriz Indicada—Deutscher Fernsehpreis de Melhor Atriz |
| 2017          | Der Traum von der neuen Welt                        | Hertha Nathorff                       | Série de TV                                                                                |
| 2017          | Zwischen Himmel und Hölle                           | Barbara Cranach                       | Minissérie                                                                                 |
| 2018          | Neo Magazin                                         | Konrads Mutter                        | Série de TV, 1 episódio                                                                    |
| 2018          | Aufbruch in die Freiheit                            | Erika Gerlach                         | Venceu: Goldene Kamera de Melhor Atriz Deutscher Fernsehpreis de Melhor Atriz              |
| 2018          | The Mind of a Murderer                              | Martina Bönisch                       | Série de TV, 1 episódio                                                                    |
| 2019          | Klassentreffen                                      | Astrid                                | Telefilme                                                                                  |
| 2019          | Klassentreffen                                      | Astrid                                | Minissérie                                                                                 |
| 2019          | Zwischen zwei Herzen                                | Katrin Schwitters                     | Telefilme                                                                                  |
| 2020          | Kroymann                                            |                                       | Episódio: "Folge 10"                                                                       |
| 2020          | Eine harte Tour                                     | Ulrike                                | Telefilme                                                                                  |
| 2020          | Im Schatten das Licht                               | Natasha                               | Telefilme                                                                                  |
| 2020          | In Berlin wächst kein Orangenbaum                   | Cora Hartmann                         |                                                                                            |
| 2021          | Ein Hauch von Amerika                               |                                       | 6 episódios                                                                                |
| TBA           | Tatort Dortmund: Gier und Angst                     |                                       | Série de TV                                                                                |

## Prêmios e indicações
| Ano  | Prêmio                    | Categoria    | Indicação                         | Resultado |
| ---- | ------------------------- | ------------ | --------------------------------- | --------- |
| 2018 | Deutscher Fernsehpreis    | Melhor Atriz | Ein Schnupfen hätte auch gereicht | Indicado  |
| 2018 | International Emmy Awards | Melhor Atriz | Ein Schnupfen hätte auch gereicht | Venceu    |
| 2019 | Goldene Kamera            | Melhor Atriz | Aufbruch in die Freiheit          | Venceu    |